# Phoenicoprocta nigrivalvata
Phoenicoprocta nigrivalvata är en fjärilsart som beskrevs av Paul Dognin 1911. Phoenicoprocta nigrivalvata ingår i släktet Phoenicoprocta och familjen björnspinnare. Inga underarter finns listade i Catalogue of Life.